# Piola rubra
Piola rubra là một loài bọ cánh cứng trong họ Cerambycidae.